# Xã Hawkeye, Quận McKenzie, Bắc Dakota
Xã Hawkeye (tiếng Anh: Hawkeye Township) là một xã thuộc quận McKenzie, tiểu bang Bắc Dakota, Hoa Kỳ. Năm 2010, dân số của xã này là 49 người.